# Oecobius trimaculatus
Espèce
Oecobius trimaculatus est une espèce d'araignées aranéomorphes de la famille des Oecobiidae.

## Distribution
Cette espèce se rencontre en Israël et en Grèce.

## Description
Le mâle décrit par Wunderlich en 1995 mesure 1,4 mm et la femelle 2,6 mm.

## Systématique et taxinomie
Cette espèce a été décrite par O. Pickard-Cambridge en 1872. Elle est placée en synonymie avec Oecobius maculatus par Simon en 1875. Elle est relevée de synonymie par Wunderlich en 1995.

## Publication originale
- O. Pickard-Cambridge, 1872 : « General list of the spiders of Palestine and Syria, with descriptions of numerous new species, and characters of two new genera. » Proceedings of the Zoological Society of London, vol. 1871, p. 212-354 (texte intégral).